# Gênesis 1:4
Gênesis 1:4 é o quarto versículo do primeiro capítulo de Gênesis, que é o primeiro livro da Bíblia Hebraica ou Bíblia cristã. Contém notas da criação da luz por Deus.
| “ | Viu Deus que a luz era boa, e fez separação entre a luz e as trevas. Gênesis 1:4 (Tradução Brasileira) | ” |

## Língua Antiga

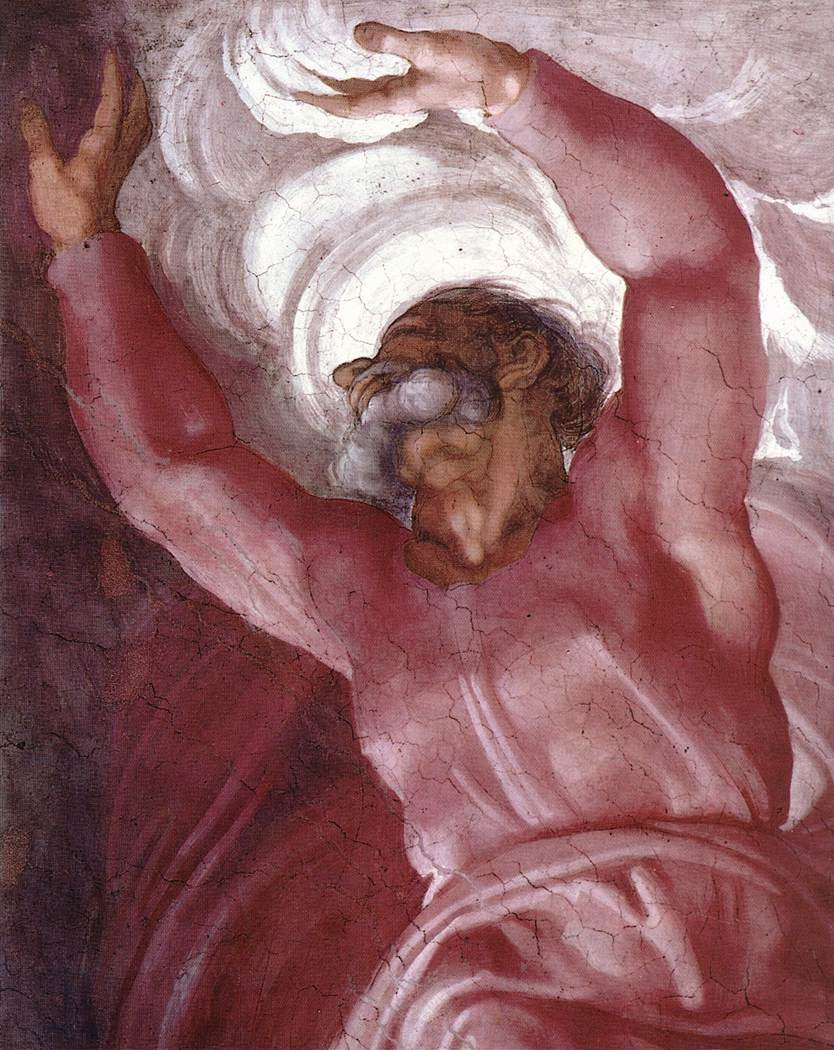
Detalhes da pintura de Michelangelo: "Separação da luz das trevas", parte do teto da Capela Sistina.

### Língua hebraica
Texto massorético
(da direita para a esquerda)::וירא אלהים את־האור כי־טוב ויבדל אלהים בין האור ובין החשך׃
Transliteração
(da esquerda para a direita): Wa-yar ’ĕ-lō-hîm ’eṯ-hā-’ō-wr kî-ṭō-wḇ; wa-yaḇ-dêl ’ĕ-lō-hîm bên hā-’ō-wr ū-bên ha-khō-sheḵ.
Tradução literal:
Viu Deus que a luz era boa, e fez separação entre a luz e as trevas.

### Língua grega
Septuaginta
καὶ εἶδεν ὁ Θεὸς τὸ φῶς, ὅτι καλόν· καὶ διεχώρισεν ὁ Θεὸς ἀνὰ μέσον τοῦ φωτὸς καὶ ἀνὰ μέσον τοῦ σκότους
Transliteração
kaì ehîden ho Theòs tò phõs, hóti kalón· kaì diekhórisen ho Theòs hanà méson toû photòs kaì hanà méson toû skótous
- Manuscritos antigos que contêm este versículo em grego são versões da Septuaginta que foram feitas por volta do século III a.C. As cópias preservadas incluem Papiro 12 (~ 285 d.C.), que contém Gênesis 1:1-5.

### Língua latina
Vulgata (século IV d.C.)
et vidit Deus lucem quod esset bona et divisit lucem ac tenebras

## Língua portuguesa

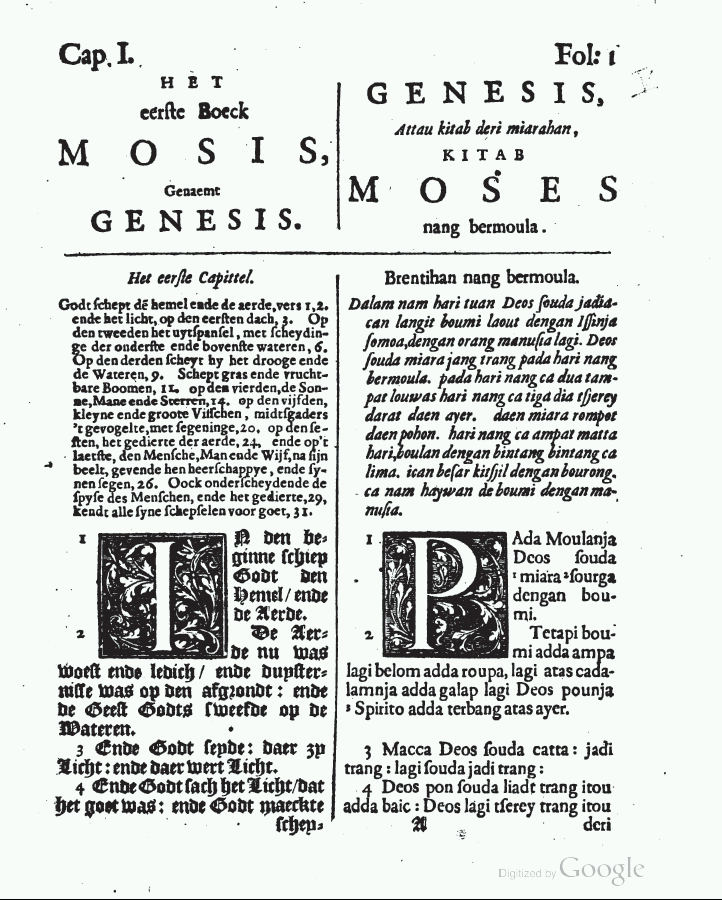
Gênesis 1, que foi traduzido pela primeira vez em malaio pelo Pr. Daniel Brouwerius (1662)

| Versão                              | Gênesis 1:4                                                                 |
| ----------------------------------- | --------------------------------------------------------------------------- |
| Tradução Brasileira (1917)          | Viu Deus que a luz era boa, e fez separação entre a luz e as trevas.        |
| Biblia Reina-Valera (1997)          | Viu Deus que a luz era boa; e separou a luz das trevas.                     |
| Almeida Revista e Atualizada (1999) | E viu Deus que a luz era boa; e fez separação entre a luz e as trevas.      |
| Almeida Corrigida Fiel (1994)       | E viu Deus que era boa a luz; e fez Deus separação entre a luz e as trevas. |
| Almeida Revista e Corrigida (2001)  | E viu Deus que era boa a luz; e fez Deus separação entre a luz e as trevas. |

## Língua estrangeira

### Inglês
Bíblia do Rei Jaime (1610)
And God saw the light, that it was good: and God divided the light from the darkness.

### Língua indonésia
BIS (1985)
Allah senang melihat hal itu. Lalu dipisahkan-Nya terang itu dari gelap.

## Análise

### A luz era boa
A referência a "boa" aqui reflete o fato de que, no pensamento hebraico, não há crença de que o universo físico seja mau por si só.

### Separação da luz
Gerald Schroeder, em seu livro “A Ciência de Deus: A Convergência da Sabedoria Científica e Bíblica”, afirma que este versículo descreve os fenômenos físicos em cosmologia física, comparando-os com "inflação" em cosmologia.
O comentarista Paul Kissling escreve que a primeira parte deste versículo indica que "o universo físico é bom, não mau; impessoal, não pessoal" e a segunda parte reflete a natureza ordenada do universo físico.
Franz Delitzsch e outros veem esse versículo como o começo da alternância de luz e escuridão, ou a criação do próprio "tempo".

## Tradições judaicas
Este versículo faz parte da Leitura semanal da Torá que é chamada Bereshit (Gênesis 1:1-Gênesis 6:8).